# Gare de Ritsurin
La gare de Ritsurin (栗林駅, Ritsurin-eki) est une gare ferroviaire de la ville de Takamatsu, dans la préfecture de Kagawa au Japon. La gare est gérée par la JR Shikoku.

## Situation ferroviaire
La gare de Ritsurin est située au point kilométrique (PK) 4,3 de la ligne Kōtoku.

## Histoire
La gare de Ritsurin est inaugurée le 21 décembre 1925.

## Service des voyageurs

### Accès et accueil
La gare est située sous les voies qui sont surélevées. Elle est ouverte tous les jours.

### Desserte
- Ligne Kōtoku :
  - voie 1 : direction Tokushima
  - voie 2 : direction Takamatsu